# Gryningspyromanen (TV-serie)
Gryningspyromanen är en svensk dokumentärserie i sex delar som hade premiär på SVT den 6 oktober 2019. 
Gryningspyromanen, eller Ulf Borgström som han heter på riktigt, misstänktes för att ha anlagt omkring 200 bränder under 30 års tid. I serien intervjuas åklagare, journalister och polisen om krminalfallet. Bakom dokumentären står Nils Bergman som även ligger bakom Rättegångspodden.

## Medverkande (i urval)
- Dan Granvik – Före detta kriminalinspektör
- Ewa-Gun Westford – Presstalesperson polisregion syd
- Per-Håkan Andersson – Spaningsledare region syd
- Kåre Sjöholm – Före detta informationschef Televerket
- Pär Andersson – Chefsåklagare Malmö